# Albatros D.III
Albatros D.III var et ensædet biplan jagerfly, som under 1. verdenskrig toges i brug i tysk og østrig-ungarsk tjeneste.
Da flyet introduceredes i december 1916, udmærkede det sig straks med stor manøvre- og klatrefærdighed i forhold til modstandernes fly.
Flyet var især succesfuldt i blodige april 1917, da tyske styrker havde luftherredømmet.
D.III blev fløjet af mange flyver-esser, heriblandt tyskerne Manfred von Richthofen, Ernst Udet, Erich Löwenhardt, Kurt Wolff og Karl Emil Schäffer, samt østrigeren Frank Linke-Crawford.
D.III var en videreudvikling af forgængeren Albatros D.II, men havde en helt ny vingestruktur, som var inspireret af de franske Nieuport 11-kampfly. Det viste sig dog at vingestrukturen var dens svaghed under høj hastighed, hvor undervingen kunne vibrere.
Flyet blev udstyret med en kraftig Mercedes D.IIIa-motor med en ydelse på 180 hk, men senere varianter udstyredes med endnu kraftigere motorer med ydelser helt op til 225 hk.
Produktionen af Albatros D.III startedes i 1916 i Berlin-Johannisthal med ca. 500 fly, men flyttedes 1917 til underafdelingen Ostdeutsche Albatros Werke i Schneidemühl (polsk:Piła).
Under licensproduktion byggede Oesterreichische Flugzeugfabrik AG i Wiener Neustadt indtil krigsslutningen ca. 540 såkaldte Oeffag D.III, og det lykkedes bl.a. for dem at forbedre undervingen.
Luftskibsbasen i Tønder rådede over 5 Albatros D.III'ere

og en dertil bygget flyhangar og landingsbane.
Flere af flyene havarerede under start eller landing på den dårligt planerede og ofte våde bane.
Til sidst opgaves forsvaret og det sidste fly forlod basen 6. marts 1918, hvorfor luftskibene L 54 og L 60 var chanceløse under det engelske luftangreb 19. juli 1918.

Den 78 x 25 m store flyhangar består endnu.

Efter afslutningen af 1. verdenskrig købte Polen 38 af de østrigske og af de 22 tyske fly og brugte dem under den polsk-sovjetiske krig.
Andre købtes bl.a. af det Osmanniske Rige.

## Tekniske data
| Dimensioner     | Albatros D.III (m/Mercedes D.IIIa motor)         |
| --------------- | ------------------------------------------------ |
| Vingespænd      | 9,04 m                                           |
| Vingeareal      | 20,50 m²                                         |
| Længde          | 7,33 m                                           |
| Højde           | 2,98 m                                           |
| Vægt            |                                                  |
| Nettovægt       | 661 kg                                           |
| Startvægt       | 886 kg                                           |
| Ydelse          |                                                  |
| Tophastighed    | 165 km/t                                         |
| Klatrehastighed | 3,75 min til 1.000 m                             |
| Andet           |                                                  |
| Motor           | 1 Mercedes D.IIIa vandkølet rækkemotor (180 hk)  |
| Bestykning      | 2 synkroniserede 7,92 mm LMG 08/15 maskingeværer |